# بوئینگ ۷۷۷
بوئینگ ۷۷۷ (به انگلیسی: Boeing 777) یک سری هواپیمای مسافربری پهن‌پیکر دوموتوره است که توسط شرکت بوئینگ ایالات متحده توسعه‌یافته و تولید می‌شود. بوئینگ ۷۷۷ ظرفیت ترابری ۲۷۸ تا ۵۵۰ نفر مسافر را دارا است و برد پروازی آن میان ۵۲۱۰ تا ۹۴۲۰ مایل دریایی (۱۰۳۷۰ تا ۱۵۸۴۰ کیلومتر) است.
بوئینگ تاکنون چهار گونه از این هواپیما را به نام‌های ۷۷۷–۲۰۰، ۷۷۷–۲۰۰ ای‌آر، ۷۷۷–۳۰۰ و ۷۷۷–۳۰۰ ای‌آر به بازار ارائه کرده‌است. ازجمله ویژگی‌های ظاهری این هواپیما که به وسیله آن‌ها می‌توان به‌راحتی ۷۷۷ را شناسایی کرد، می‌توان به ارابه‌های فرود آن که هر یک به ۶ چرخ مجهز شده‌اند، دنباله تیز آن و همچنین بدنه‌اش که مقطعی کاملاً دایره‌ای دارد، اشاره کرد.
۷۷۷ نخستین هواپیمای تجاری جهان است که همه مراحل طراحی آن به کمک نرم‌افزارهای رایانه‌ای انجام شده‌است. برای ساخت این هواپیما هیچ نقشه یا طرحی روی کاغذ رسم نشده و همه کارها به کمک یک نرم‌افزار ۳D CAD به نام کتیا انجام گرفته‌است. این موضوع سبب شد تا بسیاری از آزمایش‌ها بر روی آن در محیط‌های شبیه‌سازی شده صورت گرفته و بدین ترتیب از هزینه میلیون‌ها دلار برای آزمایش‌های پروازی جلوگیری شود. نخستین هواپیمای ۷۷۷ در سال ۱۹۹۴ به پرواز درآمد.
از جمله رقبای اصلی ۷۷۷ می‌توان به ایرباس ای۳۳۰، خانواده ایرباس ای۳۴۰ و خانواده ایرباس ای۳۵۰ اشاره کرد.

## تاریخچه
در دهه ۱۹۷۰ بوئینگ، مدل ۷۵۷ را جایگزین مدل ۷۲۷ کرد و برای رقابت با ایرباس ای۳۰۰ دست به طراحی بوئینگ ۷۶۷ زد، در همین زمان بود که ایده اولیه ساخت یک هواپیمای سه موتوره با نام ۷۷۷ شکل گرفت. بوئینگ قصد داشت با این کار به رقابت با دی سی ۱۰ کارخانه مک دانل داگلاس و ال۱۰۱۱تری استار کارخانه لاکهیدمارتین بپردازد.
بدنه این هواپیمای جدید شبیه بوئینگ ۷۶۷ بود. قرار بود ۷۷۷ ظرفیت حمل ۲۷۵ نفر مسافر را دارا باشد و در دو گونه قاره‌پیما با برد ۵۰۰۰ کیلومتر و بین قاره‌ای با برد ۸۰۰۰ کیلومتر ساخته شود.
در دهه ۱۹۸۰ شرکت‌های هواپیمایی اقبال بسیاری به هواپیماهای دوموتوره‌ای مانند بوئینگ ۷۶۷ و ایرباس ای۳۰۰ نشان دادند، همین موضوع سبب شد بوئینگ پروژه ۷۷۷ را متوقف کند. اما مدتی بعد بوئینگ به این نتیجه رسید که با توجه به فناوری قدیمی به‌کاررفته در هواپیماهای دی سی۱۰ و لاکهید مارتین ۱۰۱۱ تری استار (طراحی این هواپیماها مربوط به دهه ۱۹۶۰ بود) اگر محصولی با ظرفیت و برد پروازی میان بوئینگ ۷۴۷–۴۰۰ و بوئینگ ۷۶۷–۳۰۰ تولید کند به موفقیت قابل‌قبولی دست خواهد یافت. (در این سال‌ها ایرباس نیز با همین ایده دست به طراحی ایرباس ای۳۴۰ زد)
نخستین گزینه‌ای که در این راستا مورد بررسی مهندسان قرار گرفت یک نمونه بزرگ شده بوئینگ ۷۶۷ بود. این پروژه بوئینگ ۷۶۷ ایکس نام داشت و تنها تفاوت بدنه آن با بوئینگ‌های ۷۶۷ عادی طول بیشترش بود. البته بال‌های آن تا حدودی بزرگ‌تر بودند و گنجایش آن نیز تا ۳۴۰ مسافر افزایش‌یافته بود. برد پروازی آن نیز ۷۳۰۰ مایل دریایی (۱۳۵۰۰ کیلومتر) تخمین زده می‌شد.
شرکت‌های هواپیمایی تمایل چندانی به پشتیبانی از پروژه جدید بوئینگ نداشتند، چراکه هواپیمایی با قابلیت بهتر انجام پروازهای میان‌قاره‌ای و پهن‌پیکرتر نظیر بوئینگ ۷۴۷ را ترجیح می‌دادند. آن‌ها همین‌طور معتقد بودند استفاده از ۷۶۷ ایکس در مسیرهای میان‌قاره‌ای مزیت اقتصادی چندانی نخواهد داشت. در نتیجه مهندسان بوئینگ دست به کار طراحی یک هواپیمای کاملاً جدید شدند: بوئینگ ۷۷۷
آنچه که فرایند طراحی ۷۷۷ را از دیگر محصولات بوئینگ متمایز می‌کند این است که در آن به‌طور گسترده‌ای به نظرات شرکت‌های هواپیمایی به عنوان مشتری توجه شده‌است. بوئینگ برای نخستین بار از چند شرکت هواپیمایی بزرگ درخواست کرد به عنوان مشاور در فرایند طراحی ایفای نقش کنند. شرکت‌های یونایتد ایرلاینز، آل نیپون ایرویز، بریتیش ایرویز، ژاپن ایرلاینز، کاتای پاسیفیک و کوانتاس به این منظور انتخاب شدند. به همین دلیل طراحی ۷۷۷ را باید آغاز فصل جدیدی از مشتری مداری در صنایع هوافضا دانست.
اکنون شرکت هواپیمایی امارات با داشتن ۵۸ فروند بوئینگ ۷۷۷ بزرگ‌ترین بهره‌بردار این گونه هواپیما در جهان به‌شمار می‌رود. از این شمار ۴۶ فروند از نوع ۷۷۷–۲۰۰ ای‌آر و ۱۲ فروند از گونه ۳۰۰ هستند. این شرکت همچنین ۱۹ فروند ۷۷۷–۳۰۰ ای‌آر را در دست سفارش دارد و درحال مذاکره برای خرید ۱۳ فروند دیگر به‌سر می‌برد.
تا پایان سال ۲۰۰۶، ۴۴ شرکت هواپیمایی از سراسر جهان ۸۴۹ فروند ۷۷۷ به بوئینگ سفارش داده‌اند.

## فناوری‌های جدید

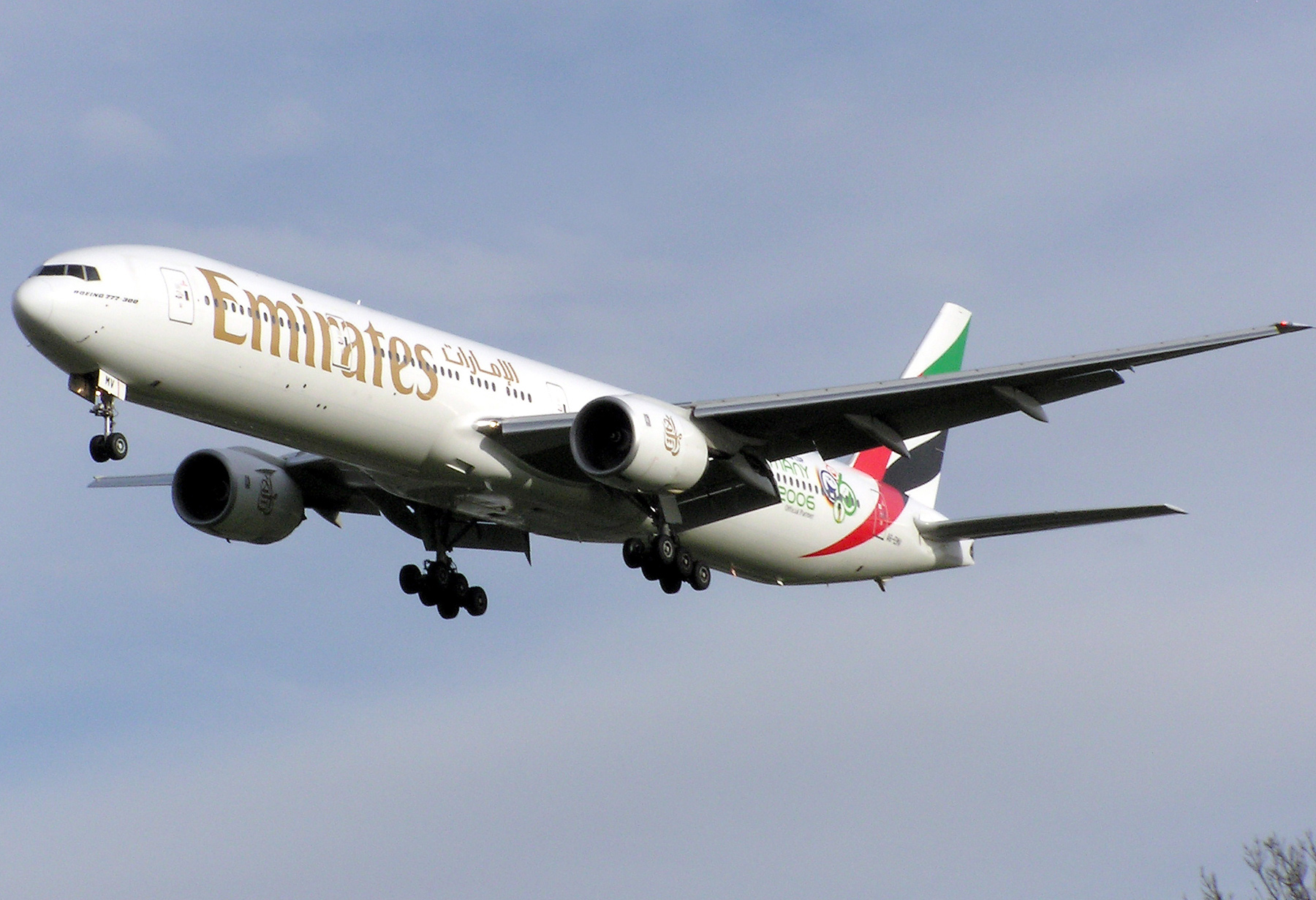
بوئینگ ۷۷۷–۳۰۰ هواپیمایی امارات

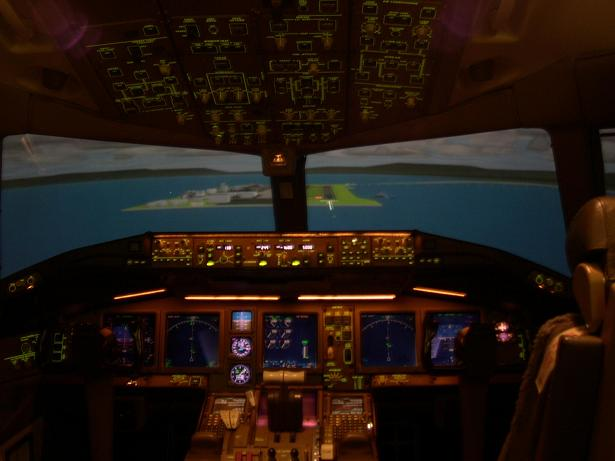
کاکپیت

بوئینگ مجموعه‌ای از پیشرفته‌ترین دست‌آوردهای فنی صنعت هوافضا را برای نخستین‌بار در ۷۷۷ ارائه کرده‌است:
- کابین خلبان شیشه‌ای مجهز به نمایشگرهای کریستال مایع هانی ول
- سامانه کنترل پرواز دیجیتال فلای بای وایر با قابلیت برگشت به حالت دستی
- سامانه‌های اویونیکی پیشرفته با قابلیت سازگاری با نرم‌افزارهای مختلف
- کیف پروازی الکترونیکی مجهز به رایانه
- کاربرد گسترده مواد کامپوزیت در بدنه هواپیما (حدود ۹٪ کل وزن)
- شبکه اویونیکی فیبر نوری
- مجهز بودن به بزرگ‌ترین و قدرتمندترین موتورهای توربوفن در میان هواپیماهای تجاری (قطر فن موتورهای GE-90-115B که در ۷۷۷ به کار رفته‌اند به ۳٫۳ متر می‌رسد)

بوئینگ بیشتر این دست‌آوردهای جدید را مدیون کار بر پروژه بوئینگ ۷جی۷ است. هواپیمایی که هرگز ساخته نشد.
۷۷۷ نخستین پرواز خود را در روز ۱۴ ژوئیه سال ۱۹۹۴ انجام داد. خلبان این پرواز آزمایشی جان ای کاشمن بود. پس از آن هواپیما بیش از همه محصولات پیشین بوئینگ تحت آزمایش‌های پروازی قرار گرفت.
یک سریال مستند تلویزیونی با نام «۷۷۷ جت قرن بیست و یکم» دربارهٔ مراحل گوناگون ساخت، آزمایش و تحویل ۷۷۷ ساخته شده‌است. سازمان هوانوردی فدرال ایالات متحده در روز ۳۰ می‌سال ۱۹۹۴ مجوز ETOPS-۱۸۰ را به ۷۷۷–۲۰۰ مجهز به موتورهای PW۴۰۷۴ اعطا کرد و به این ترتیب ۷۷۷ به نخستین هواپیمایی تبدیل شد که در بدو ورودش به ناوگان هوایی آمریکا این مجوز را به‌دست‌آورد.
ویژگی جالب توجه دیگر این هواپیما مجهز بودنش به سامانه معمولی Control yoke به جای سامانه Side stick Controller است که در هواپیماهای جنگنده با فلای بای وایر و ایرباس‌های جدید مورد استفاده قرار گرفته‌است، چرا که بوئینگ عقیده دارد خلبان‌ها بهتر با سامانه کنترل Stick and rubber کنار می‌آیند.

## گونه‌های مختلف ۷۷۷

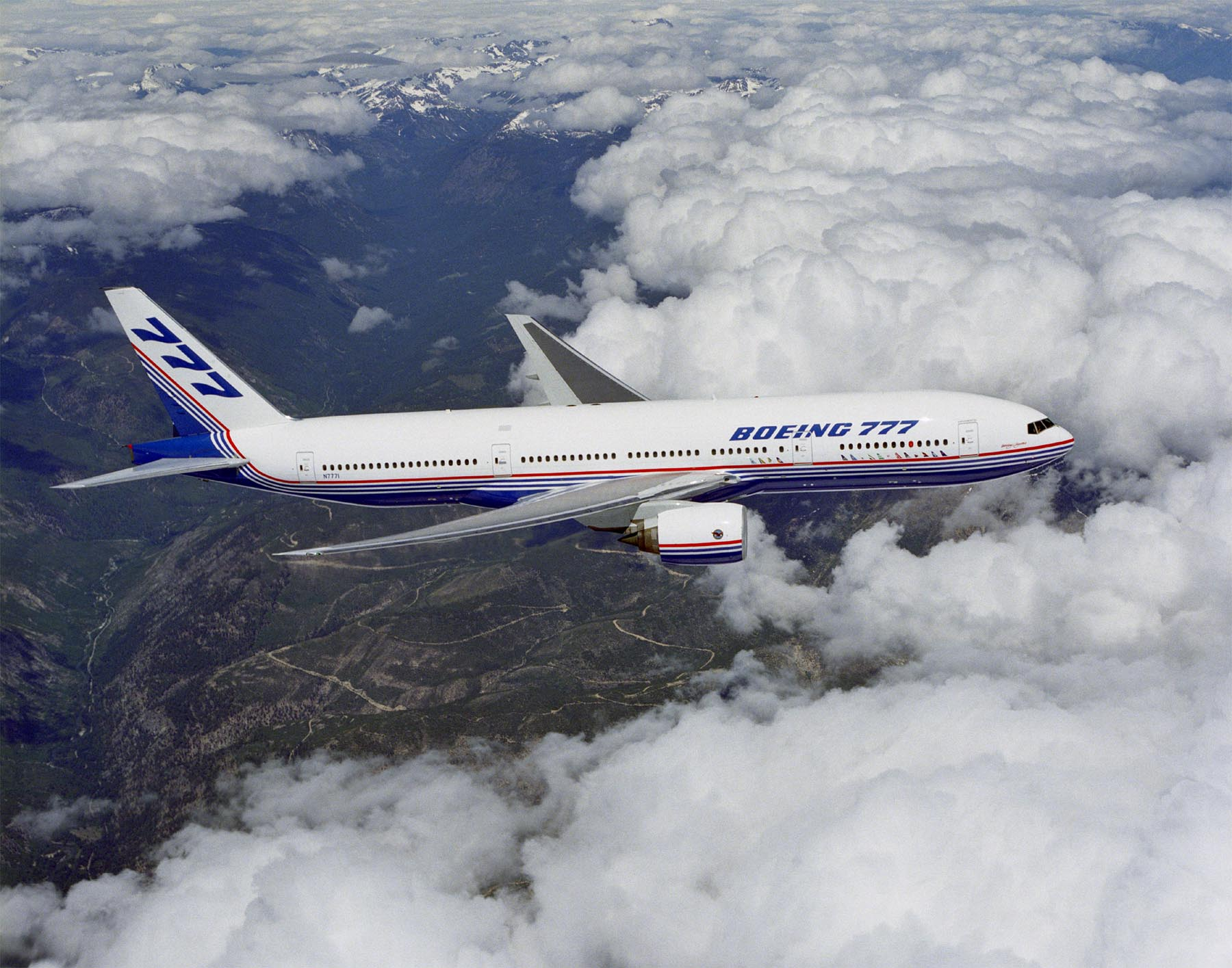
بوئینگ ۷۷۷ پرواز خود را در ۱۲ ژوئن ۱۹۹۴ انجام داد

بوئینگ مدل ۷۷۷ خود را با استفاده از دو ویژگی مهم آن نام‌گذاری کرده‌است. نخست اندازه بدنه هواپیما که بر گنجایش مسافر و بار آن تأثیر مستقیم دارد. خانواده ۷۷۷–۲۰۰ نخستین گونه از ۷۷۷ بود که در خط تولید بوئینگ قرار گرفت، چند سال بعد ۷۷۷–۳۰۰ که بدنه‌ای درازتر دارد به بازار ارائه شد.
ویژگی دوم برد پروازی است که بر این اساس ۷۷۷ در سه دسته تقسیم‌بندی شده‌است:
- بازار ای: ۳۹۰۰ تا ۵۲۰۰ مایل دریایی (۷۲۲۰ تا ۹۶۳۰ کیلومتر)
- بازار بی: ۵۸۰۰ تا ۷۷۰۰ مایل دریایی (۱۰۷۴۰ تا ۱۴۲۶۰ کیلومتر)
- بازار سی: ۸۰۰۰ مایل دریایی (۱۴۸۱۵ کیلومتر) و بیشتر از آن

این طبقه‌بندی برای مقایسه با رقیب اصلی ۷۷۷ یعنی ایرباس ای۳۴۰ انجام گرفته‌است.
کارخانه بوئینگ و شرکت‌های هواپیمایی به جای ۷۷۷–۲۰۰ از مخفف آن به صورت ۷۷۲ یا ۷۷۲A، به جای ۷۷۷–۳۰۰ از ۷۷۳ و به جای ۷۷۷–۳۰۰ ای آر از ۷۷۳B یا ۷۷۳ER استفاده می‌کنند؛ بنابراین اگر در برنامه پروازی یک شرکت هواپیمایی با این عبارات مواجه شدید تعجب نکنید.

### گونه‌های اولیه

#### ۷۷۷–۲۰۰
مدل ۲۰۰ اولین گونه بازار ای ۷۷۷ بود که به تولید انبوه رسید. اولین بهره‌بردار این مدل شرکت هواپیمایی یونایتد ایرلاینز بود که نخستین پرواز خود را با آن در می۱۹۹۵ انجام داد. بیشترین وزن مجاز برخاستن (MTOW) این نوع ۲۲۹ تا ۲۴۷ تن است و برد آن بین ۳۷۸۰ تا ۵۱۵۰ مایل دریایی (۷۰۰۰ تا ۹۵۰۰ کیلومتر) است.
۷۷۷های ۲۰۰ اولیه به دو موتور ۷۴۰۰۰ پوندی (۳۲۹ کیلونیوتن) Pratt & Whitney PW۴۰۷۴ توربوفن دار یا دو موتور ۷۵۰۰۰ پوندی (۳۳۴ کیلونیوتن) General Electric GE90-75B یا دو موتور ۷۵۰۰۰ پوندی (۳۳۴ کیلونیوتن) Rolls Royce Trent۸۷۵ مجهز شده بودند.
نخستین ۷۷۷–۲۰۰ ای که ساخته شد در سال‌های ۱۹۹۴ و ۱۹۹۵ توسط مرکز آزمایش‌های غیرمخرب بوئینگ تحت آزمایش‌های متعددی قرار گرفت و داده‌های مفیدی برای ساخت مدل‌های بعدی ۷۷۷ فراهم آورد. این هواپیما در نهایت به شرکت کاتای پسفیک فروخته و در سال ۲۰۰۰ به آن تحویل داده شد.
هواپیمای ایرباس ای ۳۳۰–۳۰۰ را می‌توان از نظر فنی مشابه ۷۷۷–۲۰۰ دانست.

#### ۷۷۷–۲۰۰ ای آر

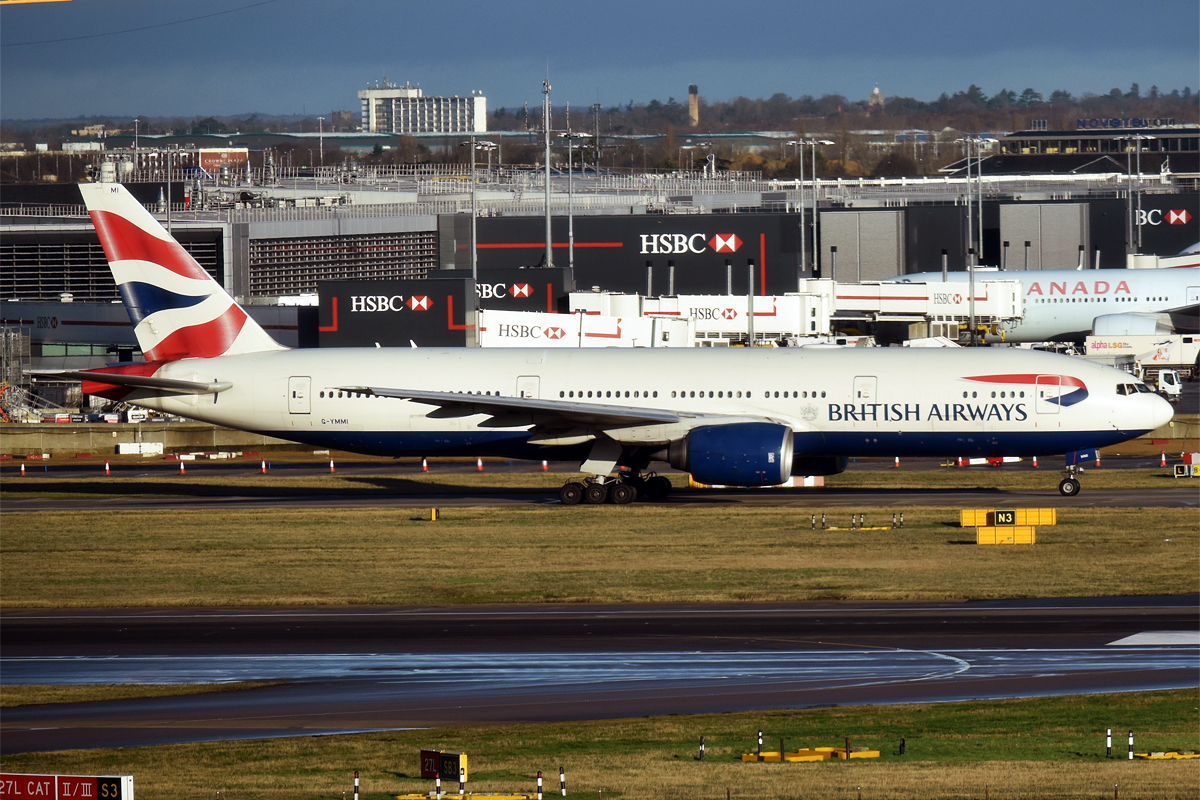
بوئینگ ۷۷۷–۲۰۰ ای ار بریتیش ایرویز

این هواپیما در ابتدا ۷۷۷–۲۰۰ آی جی دبلیو نام داشت، (مخفف عبارت وزن خالص افزایش یافته در انگلیسی) و گونه بازار بی ۷۷۷–۲۰۰ به‌شمار می‌رفت. این گونه نسبت به مدل ۲۰۰ توانایی حمل سوخت بیشتری را داراست و همین ویژگی سبب افزایش برد پروازی آن به ۶۰۰۰ تا ۷۷۰۰ مایل دریایی (۱۱۰۰۰ تا ۱۴۳۰۰ کیلومتر) شده‌است. مهندسان برای این منظور بیشترین وزن مجاز برخاستن آن را نیز به ۲۶۳ تا ۲۸۶ تن افزایش داده‌اند. نخستین فروند از این مدل در فوریه ۱۹۹۵ به بریتیش ایرویز واگذار شد. ای آر مخفف عبارت برد گسترش یافته در انگلیسی است.
۷۷۷–۲۰۰ ای آر را می‌توان به هریک از موتورهای ۸۴۰۰۰ پوندی (۳۷۴ کیلونیوتن) Trent ۸۸۴ وPW۴۰۸۴ یا موتورهای ۸۵۰۰۰ پوندی (۳۷۸ کیلونیوتن) GE90-85B یا موتورهای ۹۲۰۰۰ پوندی (۴۰۹ کیلونیوتن) GE90-92B و Trent ۸۹۲ مجهز نمود. در سال ۱۹۹۸ ایرفرانس نخستین ۷۷۷–۲۰۰ ای آر را که به موتورهای ۹۴۰۰۰ پوندی (۴۱۸ کیلونیوتن) GE90-94B مجهز شده بود تحویل گرفت.
در روز دوم آوریل سال ۱۹۹۷ یک فروند ۷۷۷–۲۰۰ ای آر هواپیمایی مالزی رکورد جدیدی را در پروازهای بدون توقف ثبت کرد. این هواپیما موفق شد مسیر ۲۰۰۴۴ کیلومتری سیاتل، واشینگتن (مقر شرکت بوئینگ) به کوالالامپور را در مدت ۲۱ ساعت و ۲۳ دقیقه بدون توقف طی کند.
هواپیمای ایرباس ای ۳۴۰–۳۰۰ را می‌توان از نظر فنی مشابه ۷۷۷–۲۰۰ ای آر دانست. این گونه با فروشی معادل ۴۲۵ فروند بیش از سایر مدل‌های ۷۷۷ مورد استقبال قرار گرفته‌است.

#### ۷۷۷–۳۰۰
۷۷۷–۳۰۰ مانند ۷۷۷–۲۰۰ جزو گونه‌های بازار ای بوده و تنها تفاوتش با مدل ۲۰۰ طول بیشتر بدنه آن است. بوئینگ این گونه را به عنوان جایگزینی برای ۷۴۷–۱۰۰ و ۲۰۰ به بازار فروش ارائه کرد. ۷۷۷–۳۰۰ از نظر گنجایش مسافر و برد پروازی تقریباً مشابه گونه‌های قدیمی ۷۴۷ است با این تفاوت که مصرف سوختش تنها یک سوم آنهاست و هزینه نگهداری آن نیز ۴۰٪ پایین‌تر است.
بدنه آن ۱۰٫۱ متر از بدنه مدل ۲۰۰ درازتر است و همین سبب افزایش گنجایش آن به ۵۵۰ مسافر در چیدمان تک کلاس و افزایش ۱۳ تنی وزنش شده‌است. با توجه به طول زیاد هواپیما بر روی بال‌ها و زیر بدنه آن تعدادی دوربین نصب شده تا خلبان با استفاده از آن‌ها عملیات هدایت زمینی هواپیما را آسان‌تر انجام دهد.
۷۷۷–۳۰۰ مجوز ETOPS-۱۸۰ را در چهارم می‌سال ۱۹۹۸ هم‌زمان از سازمان هوانوردی ایالات متحده (FAA) و اروپا (JAA) دریافت نمود و در همان ماه اولین فروند از آن به ناوگان کاتای پاسیفیک پیوست.
برد پروازی این گونه با ۳۸۶ مسافر در چیدمان سه کلاسه ۵۷۲۰ مایل دریایی (۱۰۶۰۰ کیلومتر) است. این هواپیما معمول به دو موتور
۹۰۰۰۰ پوندی (۴۰۰ کیلونیوتن) PW۴۰۹۰ توربوفن دار یا موتورهای ۹۲۰۰۰ پوندی (۴۰۹ کیلونیوتن) Trent ۸۹۲ و
General Electric GE90-92B یا موتورهای ۹۸۰۰۰ پوندی (۴۳۶ کیلونیوتن) PW۴۰۹۸ تجهیز می‌شود.
این گونه معادل مستقیمی در محصولات ایرباس ندارد اما ای ۳۴۰–۶۰۰ را می‌توان با آن قابل رقابت دانست.

#### ۷۷۷–۲۰۰ ال آر (Worldliner)

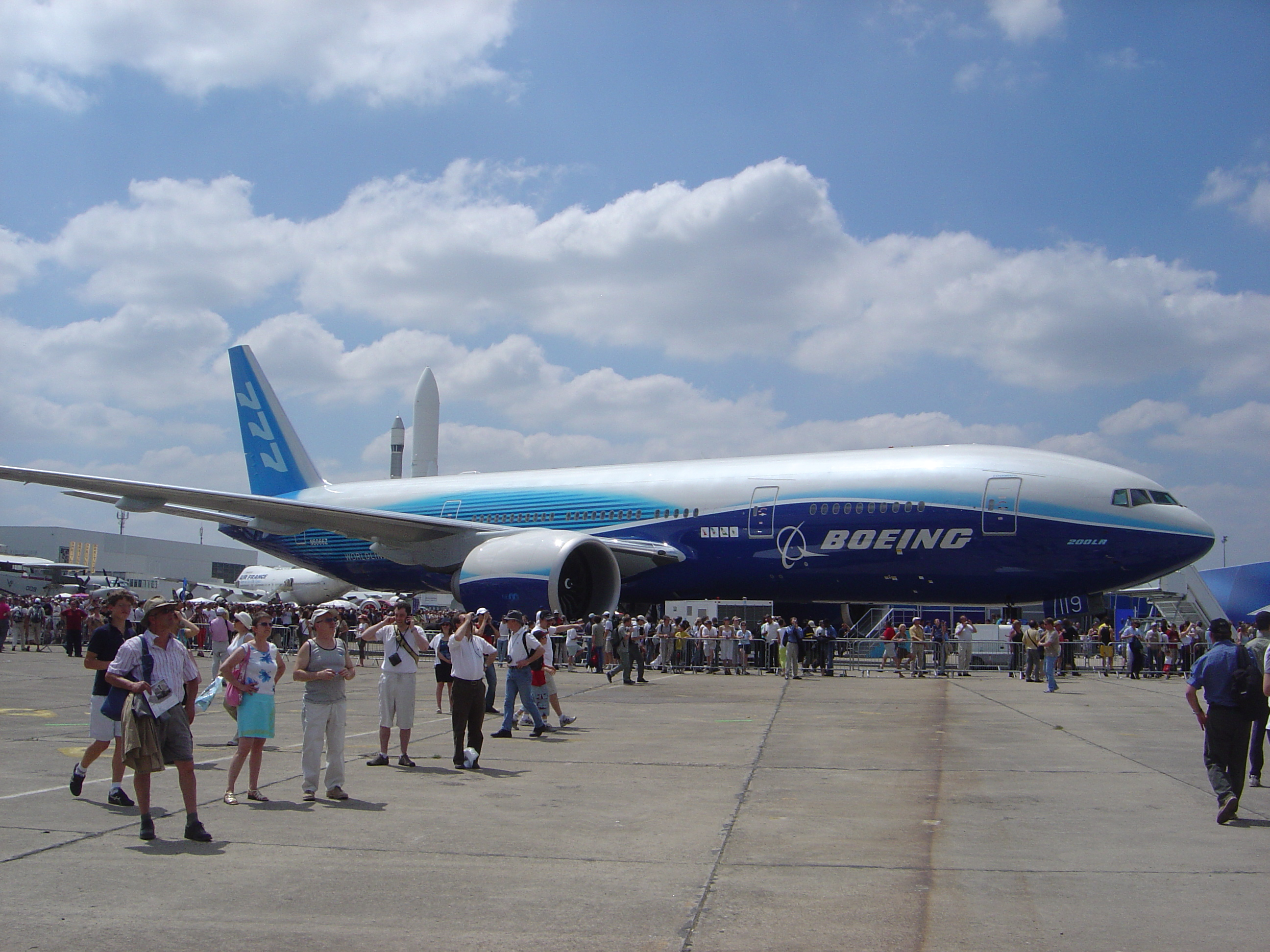
۷۷۷–۲۰۰ ال آر در خلال نمایشگاه هوایی پاریس در سال ۲۰۰۵

۷۷۷–۲۰۰ ال آر گونه بازار سی ۷۷۷–۲۰۰ به‌شمار می‌رود. دو حرف ال و آر مخفف عبارت برد بیشتر در زبان انگلیسی است. این گونه در زمان ورود به بازار در سال ۲۰۰۶ بهترین هواپیمای مسافری حال حاضر جهان از نظر برد پروازی لقب گرفت. ۲۰۰ ال آر می‌تواند مسافتی معادل ۹۴۲۰ مایل دریایی (۱۵۸۴۰ کیلومتر) را در ۱۸ ساعت بدون توقف بپیماید. پروژه ساخت این هواپیما هم‌زمان با پروژه ۷۷۷–۳۰۰ ای آر انجام گرفت. برد زیاد آن به دلیل مجهز بودنش به دو موتور بسیار قدرتمند ۱۱۰۰۰۰ پوندی (۴۸۹ کیلونیوتن)
General Electric GE90-115B توربوفن دار میسر شده‌است. بیشترین وزن مجاز برخاستن (MTOW) و همین‌طور گنجایش سوخت آن نیز به مقدار قابل توجهی افزایش یافته‌است. (در این هواپیما یک مخزن اضافی سوخت ساخت شرکت مارشال آئرواسپیس در قسمت حمل بار عقب تعبیه شده‌است) از دیگر ویژگی‌های آن می‌توان به ارابه‌های فرود جدید و سازه تقویت شده اش اشاره کرد. نمونه اولیه آن در ۱۵ فوریه سال ۲۰۰۵ ساخته شد و اولین پرواز آزمایشی خود را در ۸ مارس همان سال انجام داد. دومین نمونه آن نیز برای اولین بار در ۲۴ می۲۰۰۵ به پرواز درآمد. تنها هواپیمای انبوه تولیدی که برد بیشتری نسبت به ۷۷۷–۲۰۰ ال آر دارد کی سی ۱۰ اکستندر است.
این هواپیما مجوز پرواز را در ۲ فوریه ۲۰۰۶ از FAA و EASA به دست آورد. نخستین ۷۷۷–۲۰۰ ال آر در ۲۶ فوریه سال ۲۰۰۶ و دومین فروند از آن نیز در ۲۳ مارس همان سال به هواپیمایی پاکستان واگذار شد. ایر ایندیا و اوا ایر دیگر مشتریان این هواپیما به‌شمار می‌روند. در ۹ نوامبر ۲۰۰۵ ایر کانادا نیز به جمع سفارش دهندگان این محصول جدید پیوست. هواپیمایی امارات در ۲۵ نوامبر ۲۰۰۵، ۱۰ فروند از این نوع را خریداری کرد و مجموع سفارش‌های ۷۷۷ خود را به ۴۲ فروند رساند. هواپیمایی پاکستان اعلام کرده به احتمال زیاد ۳ فروند دیگر از این نوع را برای مسیرهای منتهی به آمریکای شمالی خود خریداری خواهد کرد.
شرکت‌های هواپیمایی مانند جت ایرویز و دلتا نیز نسبت به خرید این نوع ابراز علاقه کرده‌اند. پیش‌بینی می‌شود شرکت‌های هواپیمایی فعال در مسیر کانگورو چون بریتیش ایرویز و کوانتاس نیز به جمع خریداران این هواپیمای دوربرد بپیوندند. گفته می‌شود کوانتاس قصد دارد با استفاده از ۷۷۷–۲۰۰ ال آر پروازهای بدون توقف خود را به فرودگاه فورت ورث دالاس مرکز فعالیت آمریکن ایرلاینز بزرگ‌ترین هواپیمایی جهان گسترش دهد. شرکت سنگاپور ایرلاینز بزرگ‌ترین ارائه دهنده خدمات هوایی دوربرد جهان با ایرباس ای ۳۴۰–۵۰۰ نیز اعلام کرده در حال بررسی خرید این هواپیماست.
در روز ۱۰ نوامبر ۲۰۰۵ یک ۷۷۷–۲۰۰ ال آر رکورد دوربردترین پرواز بدون توقف جهان را شکست. این هواپیما ۱۱۶۶۴ مایل دریایی (۲۱۶۰۲ کیلومتر) را از هنگ کنگ به لندن بدون توقف پیمود. این پرواز ۲۲ ساعت و ۴۲ دقیقه به طول انجامید. این رکورد در کتاب رکوردهای گینس نیز به ثبت رسید.
از نظر فنی ایرباس ای ۳۴۰–۵۰۰ را می‌توان معادل ۷۷۷–۲۰۰ ال آر دانست. (برد ای ۳۴۰–۵۰۰، ۹۰۱۷ مایل دریایی یا ۱۶۷۰۰ کیلومتر است) پس از این که ایرباس اعلام کرد درصدد ساخت مدل ای ۳۴۰–۵۰۰ ایکس دبلیو بی است، بوئینگ تصمیم به کاهش ۷ تنی وزن ۷۷۷–۲۰۰ ال آر گرفت تا قدرت رقابت آن با محصول جدید ایرباس افزایش یابد.

#### ۷۷۷–۳۰۰ ای آر
۷۷۷–۳۰۰ ای آر گونه بازار بی ۷۷۷–۳۰۰ به‌شمار می‌رود و به عنوان جایگزینی برای ۷۴۷–۴۰۰ به بازار ارائه شده‌است. این اتفاق در پی تصمیم بوئینگ برای تبدیل ۷۴۷ به یک گونه باری افتاده‌است. دو حرف ای و آر مخفف عبارت برد گسترش یافته در زبان انگلیسی هستند. در این هواپیما ۱۰ درب خروج استاندارد به همراه ۲ درب خروج بالای بال‌ها تعبیه شده‌اند.
در ساخت ۷۷۷–۳۰۰ ای آر اصلاحات زیادی نسبت به مدل‌های قبلی صورت گرفته که از جمله آن‌ها می‌توان به تجهیزش به موتورهای GE90-115B که قدرتمندترین موتورهای جت حال حاضر جهان به‌شمار می‌روند اشاره نمود. این موتورها قدرت تولید رانشی معادل ۱۱۵۳۰۰ پوند (۵۱۳ کیلونیوتن) را دارا هستند. از دیگر ویژگی‌های آن می‌توان به ارابه‌های فرود جدید، مخازن سوخت اضافی و سازه تقویت شده اش اشاره کرد. برد آن با ۳۶۵ مسافر در چیدمان سه کلاسه معادل ۷۸۸۰ مایل دریایی (۱۴۵۹۴ کیلومتر) است.
۷۷۷–۳۰۰ ای آر در واقع توسط ایرفرانس افتتاح شد، هرچند به دلیل مسائل سیاسی ژاپن ایرلاینز اولین بهره‌بردار آن معرفی گشت. نخستین پرواز این هواپیما در ۲۴ فوریه ۲۰۰۳ انجام گرفت و اولین فروند از آن در ۲۹ آوریل ۲۰۰۴ به ایرفرانس واگذار شد. مهندسان بوئینگ در حال حاضر مشغول بررسی پروژه‌ای برای ارتقای قابلیت‌های ۷۷۷–۳۰۰ ای آر هستند. (این اقدام برای حفظ برتری آن در برابر محصول جدید ایرباس یعنی ای ۳۵۰ ایکس دبلیو بی صورت می‌گیرد)
ای ۳۴۰–۶۰۰ اچ جی دبلیو را می‌توان معادل ایرباس، ۷۷۷–۳۰۰ ای آر دانست.

#### ۷۷۷ فریتر
۷۷۷ فریتر یا ۷۷۷ اف گونه باری ۷۷۷ است. این پروژه در پی اعلام نیاز شرکت‌های هواپیمایی به جایگزینی برای ۷۴۷ و ام دی ۱۱های باری قدیمی، در سال ۲۰۰۴ در بوئینگ مطرح شد. ۷۷۷ اف نسبت به سایر هواپیماهای باری اقتصادی تر است و از نسبت نیروی رانش به وزن بالاتری برخوردار است. این هواپیما قابلیت حمل ۱۰۱ تن بار را داراست. (این عدد با توجه به قابلیت حمل ۱۲۴ تن بار توسط هواپیمای ۷۴۷–۴۰۰ اف که ابعادی بزرگ‌تر از ۷۷۷ دارد بسیار قابل قبول به نظر می‌رسد و از یک طراحی بی نقص حکایت می‌کند)
مهندسان بوئینگ برای افزایش قابلیت حمل بار ۷۷۷ اف از گنجایش تانکرهای سوخت آن کاسته‌اند که این اقدام سبب کاهش برد پروازی آن نسبت به گونه‌های مسافری ۷۷۷ شده‌است. با این وجود ۷۷۷ اف از نظر برد پروازی در بین هواپیماهای باری جهان پس از ایرباس اس ۳۸۰اف در جایگاه دوم قرار دارد. در مقایسه با گونه‌های باری ۷۴۷ محروم بودن از قابلیت بارگیری از دماغه مهم‌ترین نقص ۷۷۷ اف به‌شمار می‌رود. این گونه به موتورهای ۱۱۵۰۰۰ پوندی (۵۱۳ کیلونیوتن) GE90-115B مجهز خواهد شد. (همان موتورهای استفاده شده در ۷۷۷–۲۰۰ ال آر و ۷۷۷–۳۰۰ ای آر)
شرکت‌های لوفتهانزا کارگو، فداکس، یونایتد پارسل سرویس و اوا کارگو جزء خریداران احتمالی آن به‌شمار می‌روند. ایرکانادا و ایرفرانس اولین بهره برداران ۷۷۷ اف خواهند بود. (ایرفرانس ۷ فروند و ایرکانادا ۲ فروند از این نوع را سفارش داده‌اند، ارزش این دو قرارداد به بیش از ۱٫۵ میلیارد دلار می‌رسد) اولین هواپیماهای این دو شرکت در سال ۲۰۰۸ واگذار خواهند شد. شرکت‌های ایرآتلانتا آیسلندیک و امارات نیز هرکدام ۸ فروند از این نوع را به بوئینگ سفارش داده‌اند.
ایرباس معادل دقیقی برای رقابت با این هواپیما ندارد. ای ۳۸۰–۸۰۰ اف نزدیک‌ترین مدل ایرباس به آن به‌شمار می‌رود که ظرفیت و ابعادی بسیار بزرگ‌تر دارد. (گنجایش آن ۱۵۰ تن بار و بردش ۵۶۰۰ مایل دریایی (۱۰۴۰۰ کیلومتر) است) ای ۳۸۰ بیشتر برای حمل بارهای حجیم مناسب به نظر می‌رسد. هواپیمای مک دانل داگلاس ام دی ۱۱ اف را می‌توان مشابه ۷۷۷ اف دانست. (البته با صرف نظر کردن از قابلیت بسیار بهتر ۷۷۷ در انجام پروازهای دوربرد و حمل سوخت)

#### ۷۷۷–۱۰۰(گونه‌ای که هرگز ساخته نشد)
۷۷۷–۱۰۰ بازار سی ۷۷۷ باشد. طول بدنه این هواپیما نسبت به ۷۷۷–۲۰۰ کاهش یافته و قرار بود حجم بیشتری از فضای آن به حمل سوخت اختصاص یابد، در نتیجه گنجایش مسافر آن نسبت به ۷۷۷–۲۰۰ معمولی کمتر بود. (این گونه از نظر ابعاد مشابه ۷۴۷ اس پی بود) به دلیل گنجایش مسافر کمتر و از آنجا که هزینه به‌کارگیری آن معادل ۷۷۷–۲۰۰ بود میزان هزینه پرواز به ازای هر صندلیش نسبت به ۷۷۷–۲۰۰ بیشتر بود و بوئینگ نیز با توجه به این موضوع پروژه ۷۷۷–۱۰۰ ایکس را متوقف نمود.
۷۷۷–۱۰۰ به عنوان گونه بازار بی ۷۷۷–۱۰۰ ایکس نیز در همان زمان در دستور کار بوئینگ قرار گرفت. این هواپیما نیز ابعاد و گنجایشی معادل ۷۷۷–۱۰۰ ایکس داشت. بوئینگ به دو شرکت دلتا و کنتیننتال پیشنهاد کرد تا این محصول جدید را جایگزین هواپیماهای قدیمی دی سی ۱۰ و لاکهید ال ۱۰۱۱ تری استار خود کنند، اما این دو شرکت با اعلام غیر اقتصادی بودن ۷۷۷–۱۰۰ پیشنهاد بوئینگ را رد کردند و در نتیجه بوئینگ هواپیمای ۷۶۷–۴۰۰ ای آر را مخصوص آن‌ها طراحی نمود؛ بنابراین این مدل نیز مانند ۷۷۷–۱۰۰ ایکس هرگز ساخته نشد.
۷۸۷–۹ محصول جدید بوئینگ گنجایش حمل مسافری معادل ۷۷۷–۱۰۰ را داراست.

## ویژگی‌های فنی
| اندازه‌ها                | ۷۷۷–۲۰۰                           | ۷۷۷–۲۰۰ ای آر                      | ۷۷۷–۲۰۰ ال آر                      | ۷۷۷–۲۰۰ اف                        | ۷۷۷–۳۰۰                            | ۷۷۷–۳۰۰ ای آر                      |
| ----------------------- | --------------------------------- | ---------------------------------- | ---------------------------------- | --------------------------------- | ---------------------------------- | ---------------------------------- |
| خدمه پرواز              | دو                                | دو                                 | دو                                 | دو                                | دو                                 | دو                                 |
| گنجایش مسافر            | ۳۰۵ (۳ کلاس)                      | ۳۰۵ (۳ کلاس)                       | ۳۰۳ (۳ کلاس)                       | -                                 | ۳۶۸ (۳ کلاس)                       | ۳۶۵ (۳ کلاس)                       |
| درازا                   | ۲۰۹ فوت ۱ اینچ (۶۳٫۷ متر)         | ۲۰۹ فوت ۱ اینچ (۶۳٫۷ متر)          | ۲۰۹ فوت ۱ اینچ (۶۳٫۷ متر)          | ۲۰۹ فوت ۱ اینچ (۶۳٫۷ متر)         | ۲۴۲ فوت ۴ اینچ (۷۳٫۹ متر)          | ۲۴۲ فوت ۴ اینچ (۷۳٫۹ متر)          |
| درازای بال              | ۱۹۹ فوت ۱۱ اینچ (۶۰٫۹ متر)        | ۱۹۹ فوت ۱۱ اینچ (۶۰٫۹ متر)         | ۲۱۲ فوت ۷ اینچ (۶۴٫۸ متر)          | ۲۱۲ فوت ۷ اینچ (۶۴٫۸ متر)         | ۱۹۹ فوت ۱۱ اینچ (۶۰٫۹ متر)         | ۲۱۲ فوت ۷ اینچ (۶۴٫۸ متر)          |
| زاویه بال‌ها             | ۳۱٫۶۴°                            | ۳۱٫۶۴°                             | ۳۱٫۶۴°                             | ۳۱٫۶۴°                            | ۳۱٫۶۴°                             | ۳۱٫۶۴°                             |
| ارتفاع                  | ۶۰ فوت ۹ اینچ (۱۸٫۵ متر)          | ۶۰ فوت ۹ اینچ (۱۸٫۵ متر)           | ۶۰ فوت ۹ اینچ (۱۸٫۵ متر)           | ۶۰ فوت ۹ اینچ (۱۸٫۵ متر)          | ۶۰ فوت ۹ اینچ (۱۸٫۵ متر)           | ۶۰ فوت ۹ اینچ (۱۸٫۵ متر)           |
| عرض کابین               | ۱۹ فوت ۳ اینچ (۵٫۸۶ متر)          | ۱۹ فوت ۳ اینچ (۵٫۸۶ متر)           | ۱۹ فوت ۳ اینچ (۵٫۸۶ متر)           | ۱۹ فوت ۳ اینچ (۵٫۸۶ متر)          | ۱۹ فوت ۳ اینچ (۵٫۸۶ متر)           | ۱۹ فوت ۳ اینچ (۵٫۸۶ متر)           |
| عرض بدنه                | ۲۰ فوت ۴ اینچ (۶٫۱۹ متر)          | ۲۰ فوت ۴ اینچ (۶٫۱۹ متر)           | ۲۰ فوت ۴ اینچ (۶٫۱۹ متر)           | ۲۰ فوت ۴ اینچ (۶٫۱۹ متر)          | ۲۰ فوت ۴ اینچ (۶٫۱۹ متر)           | ۲۰ فوت ۴ اینچ (۶٫۱۹ متر)           |
| وزن هواپیما             | ۳۰۷٬۰۰۰ پوند (۱۳۹٬۲۲۵ کیلوگرم)    | ۳۱۵٬۰۰۰ پوند (۱۴۲٬۹۰۰ کیلوگرم)     | ۳۲۶٬۰۰۰ پوند (۱۴۸٬۱۸۱ کیلوگرم)     | N/A                               | ۳۵۳٬۶۰۰ پوند (۱۶۰٬۱۲۰ کیلوگرم)     | ۳۶۶٬۹۴۰ پوند (۱۶۶٬۸۸۱ کیلوگرم)     |
| بیشترین وزن برخاستن     | ۵۴۵٬۰۰۰ پوند (۲۴۷٬۲۱۰ کیلوگرم)    | ۶۵۶٬۰۰۰ پوند (۲۹۷٬۵۶۰ کیلوگرم)     | ۷۶۶٬۰۰۰ پوند (۳۴۷٬۴۵۰ کیلوگرم)     | ۷۶۶٬۰۰۰ پوند (۳۴۷٬۴۵۰ کیلوگرم)    | ۶۶۰٬۰۰۰ پوند (۲۹۹٬۳۷۰ کیلوگرم)     | ۷۷۵٬۰۰۰ پوند (۳۵۱٬۵۳۴ کیلوگرم)     |
| سرعت بهینه              | .۸۴ ماخ                           | .۸۴ ماخ                            | .۸۴ ماخ                            | .۸۴ ماخ                           | .۸۴ ماخ                            | .۸۴ ماخ                            |
| گنجایش بار              | ۵٬۳۰۲ فوت مکعب (۱۵۰ مترمکعب)      | ۵٬۳۰۲ فوت مکعب (۱۵۰ مترمکعب)       | ۵٬۳۰۲ فوت مکعب (۱۵۰ مترمکعب)       | ۲۲٬۴۵۵ فوت مکعب (۶۳۶ مترمکعب)     | ۷٬۰۸۰ فوت مکعب (۲۰۰ مترمکعب)       | ۷٬۰۸۰ فوت مکعب (۲۰۰ مترمکعب)       |
| بیشترین برد             | ۵٬۲۱۰ مایل دریایی (۹٬۶۴۹ کیلومتر) | ۷٬۷۳۰ مایل دریایی (۱۴٬۳۱۶ کیلومتر) | ۹٬۴۲۰ مایل دریایی (۱۷٬۴۴۶ کیلومتر) | ۴٬۸۹۵ مایل دریایی (۹٬۰۶۵ کیلومتر) | ۵٬۹۹۵ مایل دریایی (۱۱٬۰۲۹ کیلومتر) | ۷٬۸۸۰ مایل دریایی (۱۴٬۵۹۴ کیلومتر) |
| مسافت لازم برای برخاستن | ۸٬۰۰۰ فوت (۲٬۴۳۸ متر)             | ۱۱٬۰۰۰فوت (۳٬۳۵۳ متر)              | ۱۱٬۰۰۰فوت (۳٬۳۵۳ متر)              |                                   | ۱۰٬۶۰۰ فوت (۳٬۲۳۱ متر)             | ۱۱٬۰۰۰فوت (۳٬۳۵۳ متر)              |
| گنجایش سوخت             | ۳۱٬۰۰۰ US gal (۱۱۷٬۳۳۵ لیتر)      | ۴۵٬۲۲۰ US gal (۱۷۱٬۱۶۰ لیتر)       | ۵۳٬۴۴۰ US gal (۲۰۲٬۲۸۷ لیتر)       | ۴۷٬۸۹۰ US gal (۱۸۱٬۲۸۰ لیتر)      | ۴۵٬۲۲۰ US gal (۱۷۱٬۱۶۰ لیتر)       | ۴۷٬۸۹۰ US gal (۱۸۱٬۲۸۰ لیتر)       |
| حد پرواز                | ۴۳٬۱۰۰ فوت (۱۳٬۱۳۵ متر)           | ۴۳٬۱۰۰ فوت (۱۳٬۱۳۵ متر)            | ۴۳٬۱۰۰ فوت (۱۳٬۱۳۵ متر)            | ۴۳٬۱۰۰ فوت (۱۳٬۱۳۵ متر)           | ۴۳٬۱۰۰ فوت (۱۳٬۱۳۵ متر)            | ۴۳٬۱۰۰ فوت (۱۳٬۱۳۵ متر)            |
| موتور                   | PW ۴۰۷۷ RR ۸۷۷ GE 90-77B          | PW۴۰۸۴ PW ۴۰۹۰ RR ۸۹۵ GE 90-94B    | GE 90-110B                         | GE 90-110B                        | PW ۴۰۹۸ RR ۸۹۲ GE 90-94B           | GE 90-115B                         |

## بازار فروش

### سفارش‌ها
| ۲۰۰۷ | ۲۰۰۶ | ۲۰۰۵ | ۲۰۰۴ | ۲۰۰۳ | ۲۰۰۲ | ۲۰۰۱ | ۲۰۰۰ | ۱۹۹۹ | ۱۹۹۸ | ۱۹۹۷ | ۱۹۹۶ | ۱۹۹۵ | ۱۹۹۴ | ۱۹۹۳ | ۱۹۹۲ | ۱۹۹۱ | ۱۹۹۰ |
| ---- | ---- | ---- | ---- | ---- | ---- | ---- | ---- | ---- | ---- | ---- | ---- | ---- | ---- | ---- | ---- | ---- | ---- |
| ۴    | ۷۶   | ۱۵۴  | ۴۲   | ۱۳   | ۳۲   | ۳۰   | ۱۱۶  | ۳۵   | ۶۸   | ۵۵   | ۶۸   | ۱۰۱  | ۰    | ۳۰   | ۳۰   | ۲۴   | ۲۸   |

### واگذاری‌ها
| ۲۰۰۷ | ۲۰۰۶ | ۲۰۰۵ | ۲۰۰۴ | ۲۰۰۳ | ۲۰۰۲ | ۲۰۰۱ | ۲۰۰۰ | ۱۹۹۹ | ۱۹۹۸ | ۱۹۹۷ | ۱۹۹۶ | ۱۹۹۵ |
| ---- | ---- | ---- | ---- | ---- | ---- | ---- | ---- | ---- | ---- | ---- | ---- | ---- |
| ۰    | ۶۵   | ۴۰   | ۳۶   | ۳۹   | ۴۷   | ۶۱   | ۵۵   | ۸۳   | ۷۴   | ۵۹   | ۳۲   | ۱۳   |

- آمار مربوط به دی ماه ۱۳۸۵ است.

## حوادث
- در ۵ سپتامبر ۲۰۰۱ و در فرودگاه بین‌المللی دنور، در جریان عملیات سوخت‌گیری یک ۷۷۷ متعلق به بریتیش ایرویز دچار آتش‌سوزی[۴] و در نتیجه منجر به مرگ یک نفر شد.[نیازمند منبع]
- در ۱۷ ژانویه ۲۰۰۸ یک فروند هواپیمای ۷۷۷ متعلق به شرکت بریتیش ایرویز که با۱۳۰ مسافر و ۱۶ خدمه از پکن به مقصد لندن در حرکت بود در نزدیکی فرودگاه هیترو لندن دچار حادثه می‌شود و در سیصد متری باند فرودگاه مقصد به زمین می‌نشیند. ۴۷ نفر زخمی شدند و هواپیما نیز از رده خارج شد. علت اولیهٔ این فرود زود هنگام نقص سیستم فرمان دهنده الکترونیکی به موتورها اعلام شد. اما در نهایت وجود کریستال‌های یخ در مبدل حرارتی سوخت موتور هواپیما به عنوان علت این حادثه ذکر شد.[۵][۶]
- در ۲۹ ژوئیه سال ۲۰۱۱ یک ۷۷۷ متعلق به هواپیمایی مصر در فرودگاه بین‌المللی قاهره دچار آتش‌سوزی می‌شود که منجر به مصدوم شدن ۷ نفر و از رده خارج شدن هواپیما می‌شود. علت این سانحه اشکال الکتریکی عنوان شد.[۷][۸]
- در ۱۷ ژانویه ۲۰۱۳ در فرودگاه بین‌المللی میامی در آمریکا دو هواپیمای بوئینگ ۷۷۷ و ایرباس ای۳۴۰ متعلق به شرکت‌های آرجنتیناز کشور آرژانتین و ایرفرانس با یکدیگر برخورد جزئی می‌کنند. این دو هواپیما اندکی زمین گیر می‌شوند.
- در سال ۲۰۱۳ میلادی و در فرودگاه بین‌المللی جان اف کندی قسمت نوک بال یک ۷۷۷ متعلق به ایر ایندیا پس از فرود با قسمت دم یک ایرباس ای ۳۲۰ که در حالت Push Back (عقبگرد) دچار مشکل می‌شود، برخورد می‌کند.
- در ۶ ژوئیهٔ ۲۰۱۳ و در فرودگاه بین‌المللی سانفرانسیسکو، یک ۷۷۷ متعلق به هواپیمایی آسیانای کرهٔ جنوبی در پی فرود اضطراری ناموفق، دچار آتش‌سوزی شد که منجر به مرگ ۳ و زخمی شدن ۱۸۱ تن گردید.[۹][۱۰]
- در ۸ مارس ۲۰۱۴، پرواز ۳۷۰ هواپیمایی مالزی برفراز خلیج تایلند ناپدید شد و تا به این تاریخ پیدا نشده‌است.[۱۱]
- در ۱۷ ژوئیه ۲۰۱۴ هواپیمای بوئینگ ۷۷۷ خطوط هوایی مالزی با نام پرواز شماره ۱۷ هواپیمایی مالزی در نزدیکی مرزهای روسیه در اطراف شهر دونتسک اوکراین واقع در جنوب شرق این کشور با اصابت یک عدد موشک زمین به هوای بوک ساخت روسیه شلیک شده از یک پایگاه روسی سقوط کرده‌است.

این هواپیما حامل ۲۹۵ مسافر بوده‌است که همگی کشته شدند.
- در ۹ سپتامبر ۲۰۱۵ و در فرودگاه بین‌المللی لاس وگاس، یک ۷۷۷ متعلق به بریتیش ایرویز قبل از بلند شدن از باند، دچار آتش‌سوزی موتور شد. پرواز شماره ۲۲۷۶ بریتیش ایرویز با ۱۵۹ مسافر و ۱۳ خدمه عازم فرودگاه گت‌ویک در بریتانیا بود. ۱۷۲ مسافر و خدمه این هواپیما تخلیه شده‌اند.[۱۲]
- در سال ۲۰۱۵ میلادی و در فرودگاه لاگوس نیجریه، یک فروند بوئینگ ۷۷۷ متعلق به هواپیمایی امارات با یک فروند بوئینگ ۷۳۷ از قسمت نوک بال و دم با یکدیگر برخورد می‌کنند.
- در ۲۷ ماه مه سال ۲۰۱۶ و در یکی از فرودگاه‌های شهر توکیو پایتخت ژاپن یک ۷۷۷ متعلق به هواپیمایی کره قبل از بلند شدن از باند فرودگاه در موتور سمت چپ دچار آتش‌سوزی می‌شود. اما در این سانحه به کسی آسیب نمی‌رسد.[۱۳]
- در تاریخ دوشنبه ۷ ژوئن ۲۰۱۶ یک فروند هواپیمای بوئینگ ۷۷۷ سنگاپور ایرلاینز با ۲۲۲ مسافر و ۱۹ خدمه که فرودگاه چانگی در سنگاپور را به مقصد فرودگاه مالپنزا در میلان ایتالیا ترک ۲۹می‌کرد دقایقی پس از برخاست دچار نقص فنی می‌شود و خلبان مجبور به فرود اضطراری در فرودگاه مبدأ می‌شود در این سانحه بال و موتور سمت راست هواپیما لحظاتی پس از فرود دچار آتش‌سوزی می‌شود اما به هیچ‌یک از مسافرین و خدمه آسیبی نمی‌رسد.[۱۴][۱۵]
- در تاریخ چهارشنبه ۴ اوت ۲۰۱۶ در سانحه‌ای یک فروند بوئینگ ۷۷۷ هواپیمایی امارات که با ۲۸۲ مسافر و ۱۸ خدمهٔ پروازی از تریواندروم در جنوب هند به سمت دوبی پرواز می‌کرد، در فرودگاه مقصد فرود اضطراری می‌کند و برخی مسافران آسیب جزئی می‌بینند. با این حال تمامی هواپیما در آتش می‌سوزد و یک آتش‌نشان نیز جان خود را از دست می‌دهد. علت دقیق این سانحه هنوز مشخص نیست اماکنترلر ترافیک هوایی دوبی عنوان کرده‌است که به نظر می‌رسد چرخ سمت راست هواپیما به‌طور کامل باز نشده‌است. ۲۶ ژوئیه همین سال نیز یک فروند هواپیمای بوئینگ ۷۷۷ همین شرکت که به مقصد مالدیو در حال پرواز بود به علت نقص فنی مجبور به فرود اضطراری در شهر بمبئی هند شد.[۱۶]